# Domingos Alvão

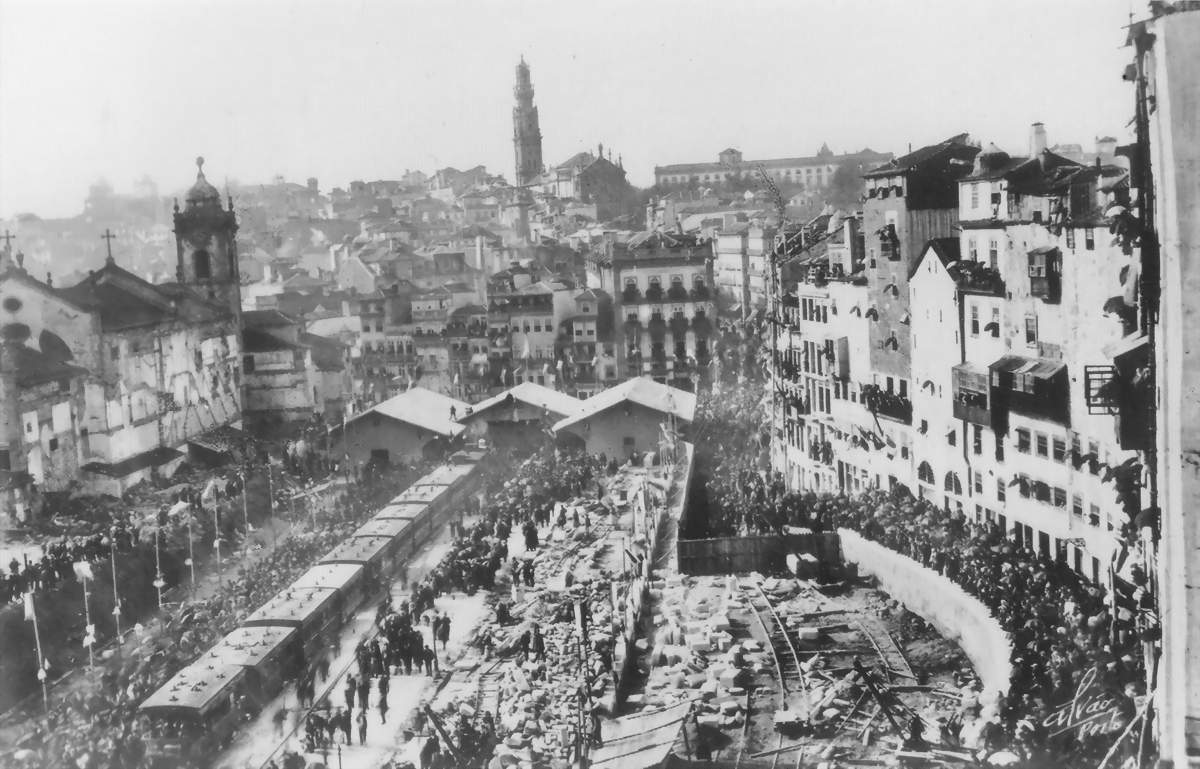
1896 fotografierte Alvão die Ankunft des ersten Zuges im Bahnhof Porto São Bento

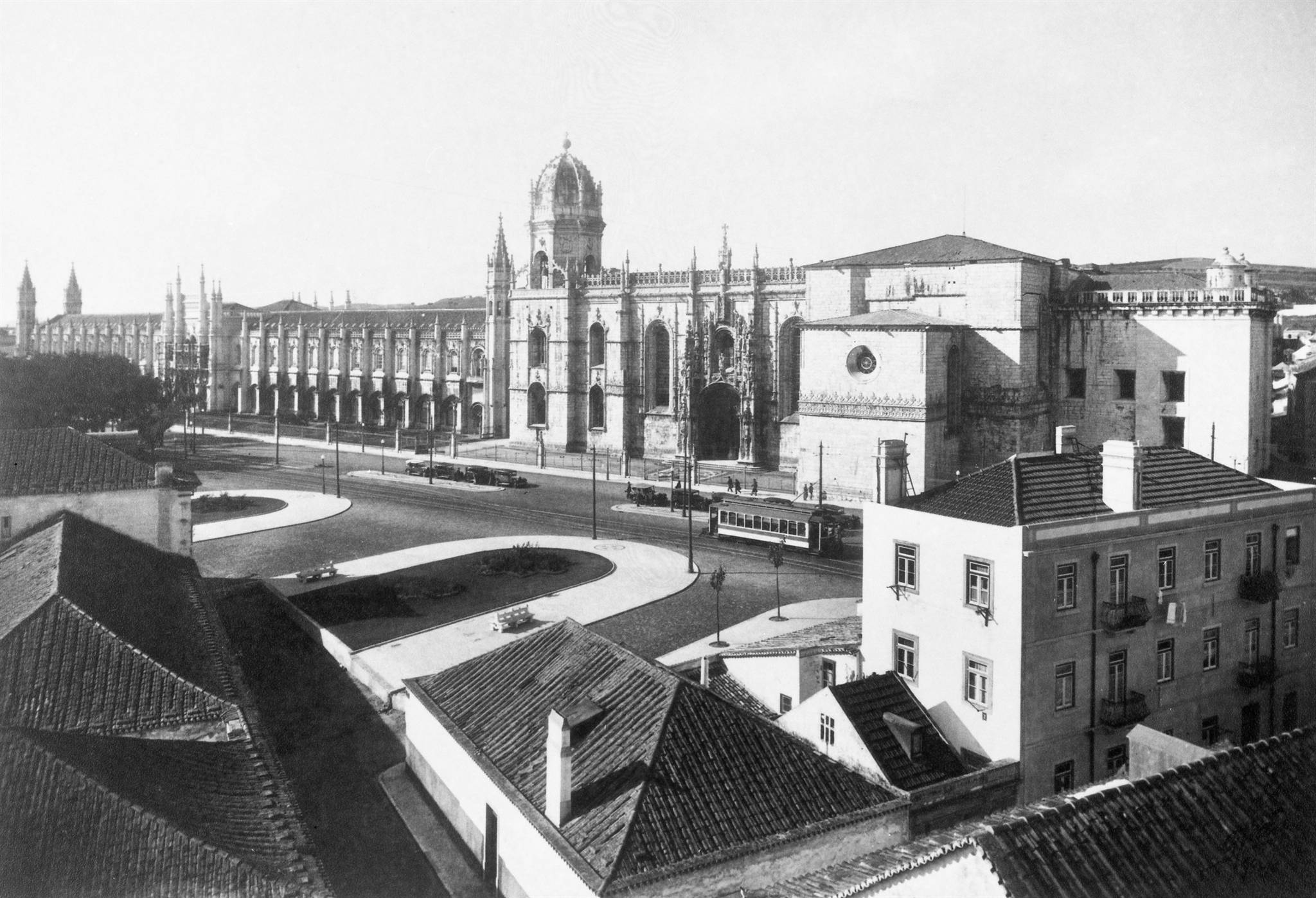
Mosteiro dos Jerónimos in Belém, Lissabon (1934)

Domingos do Espírito Santo Alvão (* 1872 in Porto; † 20. November 1946 ebenda) war ein portugiesischer Fotograf. Er gehört zu den bekanntesten portugiesischen Fotografen des 20. Jahrhunderts. 

## Leben
Domingos Alvão wurde 1872 als Kind einer bürgerlichen Familie im Stadtteil Cedofeita in Porto geboren. Bereits früh war Alvão an der Fotografie interessiert und gewann den deutschen, in Porto ansässigen Fotografen Karl Emil Biel (in Portugal Emílio Biel) als Mentor. Nach einem kurzen Praktikum in Madrid begann er seine Ausbildung als Fotograf beim Fotostudio Foto-Velo Clube von Leopoldo Cyrne. Zum Ende des Jahrhunderts übernahm er die Leitung des Studio und benannte sie in Escola Práctica de Photographia do Photo-Velo Clube um. In dieser Schule gründete er 1903 sein Fotoatelier, das später, 1926, auch Gründungsort für sein Unternehmen Alvão e Cia. Lda. war.
Alvãos Anliegen war es, Symbiosen zwischen Kunstwerken und naturalistischen, ethnografischen Dokumentationen zu erstellen. Zwischen 1914 und 1936 erhielt Alvão zahlreiche Preise, unter anderem die Silbermedaille auf der Leipziger Messe 1914 für seine Teilnahme am portugiesischen Stand.
Alvão arbeitete unter anderem als Fotograf für zahlreiche Firmen und Einrichtungen des portugiesischen Staates. Des Weiteren nutzten zahlreiche Zeitschriften und Magazine, beispielsweise Ilustração Portugueza oder Gazeta das Aldeias, seine Fotografien. Herausragend war unter anderem sein von ihm veröffentlichter Bildband Portugal (1934). 1935 wurde er zum Ritter des Christus-Ordens (Ordem Militar de Cristo) geschlagen.
Alvão starb am 20. November 1946 mit 74 Jahren an Lungenkrebs in Porto.